# 霍华德·A·施奈德曼
霍华德·A·施奈德曼（英語：Howard Allen Schneiderman，1927年2月9日—1990年12月5日）是一位美国昆虫学家，是昆虫保幼激素II的共同发现者，曾在多个大学以及孟山都任职。